# Метафаза
Метафаза је период у току  ћелијске деобе у коме се хромозоми најбоље уочавају. Хромозоми се у току ове фазе налазе на екватору где образују екваторијалну плочу, која се, у зависности од врсте деобе може да састоји од:
- појединачних хромозома, у митози и мејози II или
- парова хомологих хромозома, у мејози I.

Хромозоми на екватору су повезани са центрозомима на половима ћелије нитима деобног вретена.